# 达丽深谷
达丽和狄安娜峡谷（英語：Dali and Diana Chasma）组成的深谷系统长达7400公里，是金星上非常突出的地形特征。这些峡谷通过雅特拉区的大型火山连接到奥瓦达区和忒提斯区高原，因而被认为是阿佛洛狄忒高地的“蝎子尾巴”。广阔、弯曲的陡坡类似地球上压入另一地壳下的板块俯冲带。沿峡谷最高处边缘，高亮的雷达信号反映，与其它较高原地区类似，其表面可能存在一些如黄铁矿的金属矿物。